# Хейнкель, Эрнст

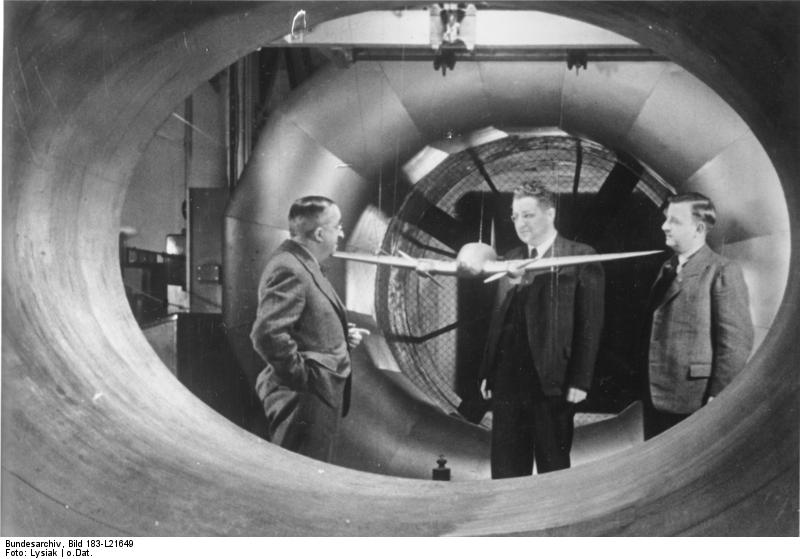
Хейнкель(слева) при подготовке к испытаниям модели He-111 в аэродинамической трубе, рядом ведущие конструкторы машины

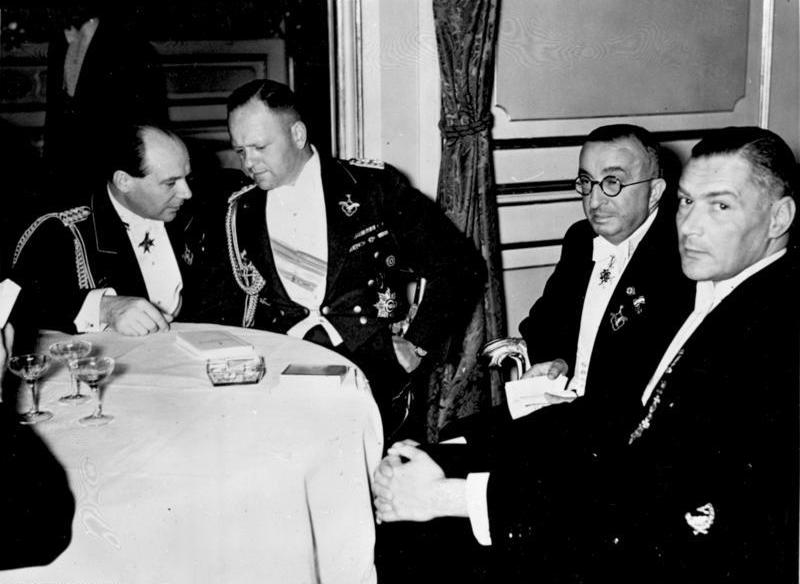
Торжественный вечер Общества Лилиенталя, Потсдам 11 октября 1938. Слева направо Эрнст Удет, Эрхард Мильх, Эрнст Хейнкель

Эрнст Хейнкель (нем. Ernst (Heinrich) Heinkel; 24 января 1888, Грунбах — 30 января 1958, Штутгарт) — немецкий авиаконструктор, основатель фирмы Heinkel.

## Биография
Эрнст Хейнкель родился 24 января 1888 года в Грунбахе (Вюртемберг).
С 1907 по 1911 год учился в Штутгартском политехническом институте.
Авиацией заинтересовался после посещения Международной выставки во Франкфурте в 1909 году, в том же году приступил к строительству своего первого самолета типа биплана Фармана. В 1911 году совершил полёт на этом самолете, но потерпел аварию и получил серьёзные ранения.
Работал конструктором у Ф. Шнайдера, затем перешёл в компанию «Альбатрос флюгцойгверке».
В 1914 году стал техническим директором и главным конструктором самолётостроительной фирмы «Ганза унд Бранденбургише флюгцойгверке». За годы Первой мировой войны Хейнкелем было создано более 30 типов самолётов, применявшихся армиями Германии и Австрии.

## Фирма «Хейнкель»
В 1922 году основал самолетостроительную фирму в Ростоке (Германия), существовавшую до 1945 года. В начале 1930-х годов построил семиместный транспортный самолет Не 70, на котором в 1933 году был поставлен рекорд скорости — 375 километров в час. В последующие годы создал пикирующий бомбардировщик Не 50 и истребитель Не 51. К середине 1930-х годов фирма «Хейнкель» представляла собой мощный авиационный концерн, имеющий своё КБ, серийные заводы, авиационные мастерские и летно-исследовательскую базу. Все новое и передовое в достижениях авиационной науки немедленно воплощалось в конструкциях созданных им самолетов. Фирмой выпускалось более 100 типов самолетов (учебные, пассажирские, разведчики, бомбардировщики, истребители и др.). В 1939 году построил первые опытные реактивные самолеты He 176 (с ракетным двигателем) и Heinkel He 178 (с турбореактивным двигателем Пабста фон Охайна). Двухмоторные бомбардировщики Хейнкеля He 111 широко применялись во Второй мировой войне.

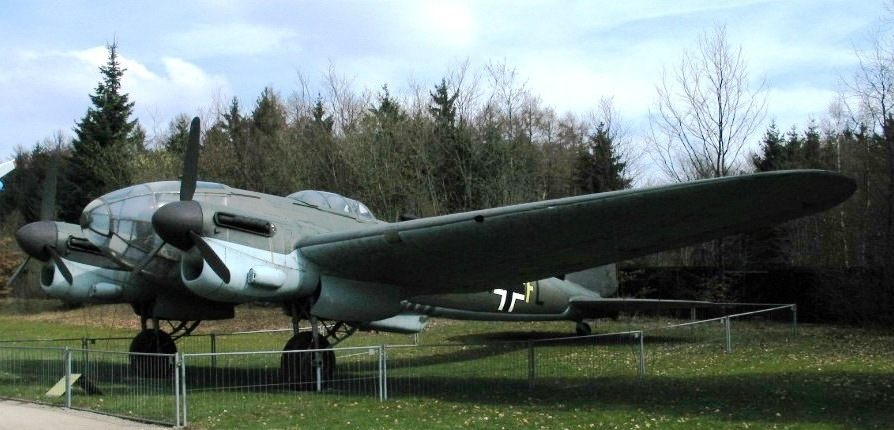
He 111

В 1938 году Хейнкелю присуждена, вместе с Фердинандом Порше и Фрицем Тодтом, новоучрежденная (1937) Немецкая национальная премия в области искусств и наук[en], которую он поделил поровну (по 50 тыс. марок) с Вилли Мессершмитом.
С 1950 года Хейнкель руководил самолетостроительной фирмой в Штутгарте.

## Во времена национал-социализма, 1933—1945 годы
После прихода к власти национал-социалистов, Хейнкель становится членом НСДАП. В том же году новообразованные ВВС Германии, факт создания которых, на первых порах, держится в секрете, поручают авиационным компаниям приступить к разработке и изготовлению боевых самолетов. Особое внимание руководства Люфтваффе получил двухмоторный самолет He 111, первоначально заявленный транспортным самолетом, с перспективой создания на его основе бомбардировщика. В Ораниенбурге под Берлином в период 1936—1937 годов строится огромный авиационный завод по выпуску бомбардировщика He 111. При официальных визитах главы государства завод должен представлять символ германской промышленной мощи. Хотя предприятие в Ораниенбурге носило название Heinkel-Werke Oranienburg, оно тем не менее находилось полностью в собственности германских ВВС и было выкуплено Хейнкелем значительно позднее.

### Список самолётов
- Heinkel HD 37 (И-7)
- Heinkel He 38
- Heinkel He 43
- Heinkel He 45
- Heinkel He 46
- Heinkel He 49
- Heinkel He 50
- Heinkel He 51
- Heinkel He 59
- Heinkel He 60
- Heinkel He 70
- Heinkel He 72
- Heinkel He 74
- Heinkel He 100
- Heinkel He 111
- Heinkel He 112
- Heinkel He 113-
- Heinkel He 114
- Heinkel He 115
- Heinkel He 116
- Heinkel He 172[нем.]
- Heinkel He 162 Volksjager
- Heinkel He 176
- Heinkel He 177 Greife
- Heinkel He 178
- Heinkel He 219 Uhu
- Heinkel He 274
- Heinkel He 277
- Heinkel He 280
- Heinkel He 343
- Heinkel Lerche

## В послевоенные годы
В послевоенные годы Э. Хейнкель занимался конструированием мотоциклов, мотороллеров и велосипедов.
Эрнст Хейнкель умер 30 января 1958 года, оставив после себя 154 выполненных конструкций самолётов и 13 самолётных катапульт, а также пять реактивных самолётов. За свои заслуги Хейнкель получил титул профессора, а также учёную степень доктора наук Штутгартского политехнического института и Ростокского университета.